# Aliacensis (månkrater)
Aliacensis är en nedslagskrater som ligger i det fårade södra högländerna på månen. Kratern Werner ligger strax nord-nordväst och en smal fårad dalgång ligger mellan de två jämnstora formationerna. Till sydväst finns kratern Walther och kratern Apianus ligger i nordöst. Kratern är uppkallad efter den franska 1300-tals geografen och teologen Pierre d'Ailly. Kratern är från den nectarianska perioden, som pågick mellan 3,92 och 3,85 miljarder år sedan.
Kraterranden är i stort sett cirkulär med en yttre utbuktning på den östra väggen. Den inre väggen är något terrasserad, speciellt i nordöst. Det är en mindre krater som ligger över den södra kraterranden. Kratergolvet är i stort sett platt, med en låg central upphöjning något vid sidan, mot nordväst av mittpunkten. Till söder om kratern ligger två trasiga ringformationer, Kaiser och Nonius. Kratern är 52 kilometer i diameter och det är en skillnad på 3,7 kilometer mellan den högsta och den lägsta punkten på kraterranden.

## Satellitkratrar
På månkartor är dessa objekt genom konvention identifierade genom att placera ut bokstaven på den sida av kraterns mittpunkt som är närmast kratern Aliacensis.
| Aliacensis | Latitud | Longitud | Diameter |
| ---------- | ------- | -------- | -------- |
| A          | 29.7° S | 7.4° Ö   | 14 km    |
| B          | 31.3° S | 3.2° Ö   | 16 km    |
| C          | 32.6° S | 5.4° Ö   | 8 km     |
| D          | 33.1° S | 6.9° Ö   | 10 km    |
| E          | 30.4° S | 2.3° Ö   | 9 km     |
| F          | 32.7° S | 3.9° Ö   | 5 km     |
| G          | 33.3° S | 4.7° Ö   | 8 km     |
| H          | 31.8° S | 6.1° Ö   | 6 km     |
| K          | 31.4° S | 6.2° Ö   | 7 km     |
| W          | 31.9° S | 5.3° Ö   | 11 km    |
| X          | 29.6° S | 6.9° Ö   | 4 km     |
| Y          | 30.1° S | 7.4° Ö   | 5 km     |
| Z          | 30.0° S | 4.6° Ö   | 4 km     |

### Fotnoter
- ”Aliacensis on Moon” (på engelska). International Astronomical Union. 18 oktober 2010. https://planetarynames.wr.usgs.gov/Feature/185. Läst 4 mars 2023.

1. 1 2  Autostar Suite Astronomer Edition. CD-ROM. Meade, April 2006.
2. ↑  Moore, Patrick (2001). On the Moon. Sterling Publishing Co.. ISBN 0-304-35469-4.
3. ↑  Bussey, B.; Spudis, P., (2004). The Clementine Atlas of the Moon. New York: Cambridge University Press. ISBN 0-521-81528-2